# Altura
Altura (en valencien et en castillan) est une commune d'Espagne de la province de Castellón dans la Communauté valencienne. Elle est située dans la comarque de l'Alt Palància et dans la zone à prédominance linguistique castillane.

## Géographie

Localisation d'Altura
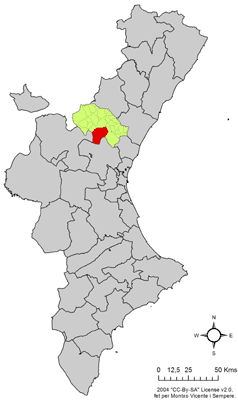
dans la Communauté valencienne.
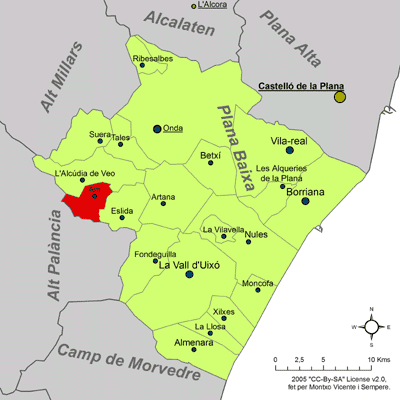
dans la comarque de l'Alt Palància.

## Patrimoine

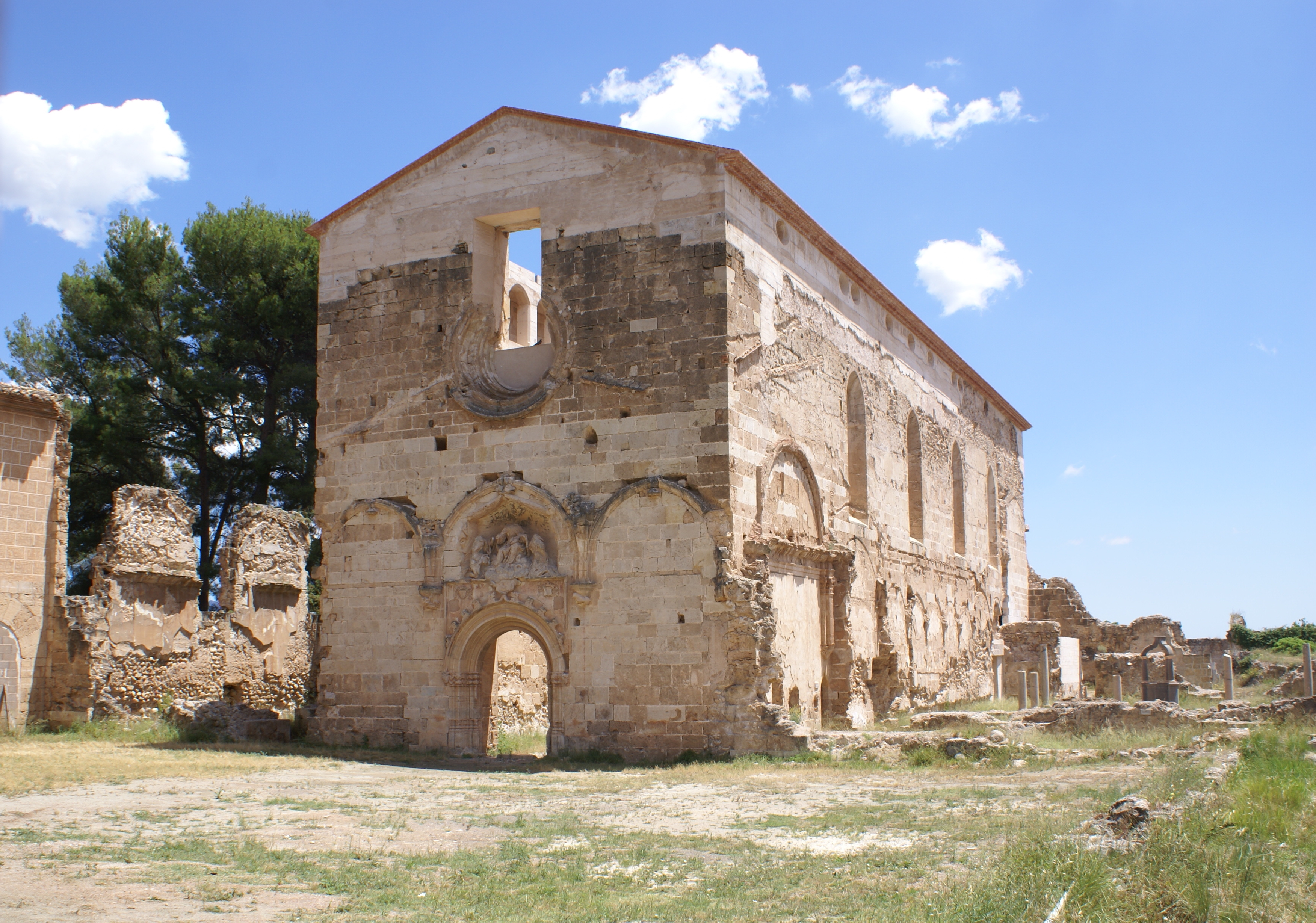
Ruines de la Chartreuse de Vall de Crist. Les retables et peintures sont exposées à la cathédrale de Segorbe.

- Chartreuse de Val de Christo

## Jumelage
Hauteville-lès-Dijon (France)